# Ifugao
Ifugao é um província de  classe de renda da terceira província (d) na região A Cordilheira, nas Filipinas. De acordo com o censo de 1 de maio  de  2020 possui uma população de 207 498 pessoas e 43 217 domicílios.

## Subdivisões
Municípios
- Aguinaldo
- Alfonso Lista
- Asipulo
- Banaue
- Hingyon
- Hungduan
- Kiangan
- Lagawe
- Lamut
- Mayoyao
- Tinoc